# タリファ岬

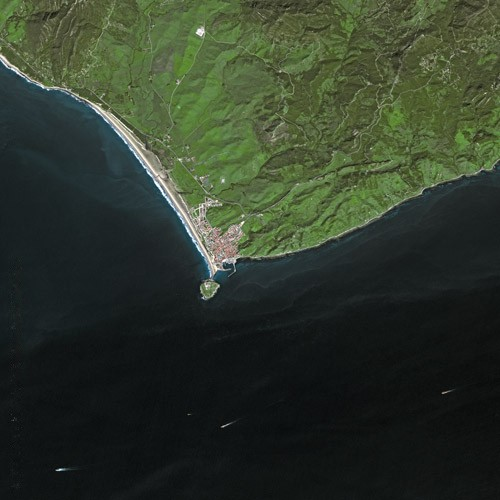
タリファ岬の航空写真

タリファ岬（タリファみさき、スペイン語: Punta de Tarifa）は、スペイン・アンダルシア州カディス県タリファの南にある岬。岬は北緯36度00分15秒・西経5度36分37秒にあり、イベリア半島とヨーロッパ大陸の最南端地点である。大西洋と地中海を分かつジブラルタル海峡の北西端にあたる。海峡を挟んでモロッコの海岸を見ることができる。なお、アフリカ大陸との最近接地点はタリファの自治体内のやや東よりの場所である。
タリファ岬は、かつてタリファ島またはラス・パローマス島として知られた島の南東端に位置する。この島は土手道でスペイン本土と結ばれており、1930年代から2001年までは軍事施設が島に立地していた。島や自治体の名称となったタリファとは、710年にこの地からウマイヤ朝のヒスパニア征服を開始したタリフ・イブン・マリクに由来する。
座標: 北緯36度00分15秒 西経5度36分37秒 / 北緯36.00417度 西経5.61028度